# عبد العزيز المرداسي
عبد العزيز المرداسي (مواليد 12 يناير 1993) هو لاعب كرة قدم سعودي يلعب في نادي الإعتماد.

## مسيرة اللاعب
لعب سابقاً في نادي أشيقر ونادي الرياض ونادي السلمية ونادي الذهب ونادي الأنوار ونادي الإعتماد.